# پتیگو
پتیگو (به انگلیسی: Pettigo) یک منطقهٔ مسکونی در ایرلند است که در شهرستان دانیگول واقع شده‌است. پتیگو ۶۰۰ نفر جمعیت دارد.